# Doña Palla
Pelaia o Palla Ordóñez (m. d. 1058), anomenada també Domna Palla, va ser una noble lleonesa, filla de l'infant Ordoño Ramírez el Cec i la infanta Cristina Bermúdez. Es va casar amb el magnat asturià Beremund Armentáriz. Tots dos apareixen en un document de la catedral d'Oviedo de 15 de juliol de 1058 fent donació de les seves possessions sobre els rius Narcea i Cubia, així com el monestir de San Bartolomé de Lodón, situat al costat del riu Narcea. En aquest document apareix el seu fill Martí Bermúdez, que signa el document amb els seus pares. Martín va casar-se amb la comtessa Enderquina García, filla de García Ovéquiz i Adosinda Gutiérrez. El matrimoni va residir al poble de Peñaullán (Pravia), on encara es troba un castro anomenat Doña Palla.